# Киньзыонг-выонг
Киньзыонг-Выонг (вьет. Kinh Dương Vương, тьы-ном 涇陽王) — мифический правитель вьетов, первый из хунгвыонгов, основатель династии Хонг-банг на земле, называвшейся Ситькуи и позже переименованной в Ванланг. Считается первым правителем во вьетнамской истории. Согласно Полному собранию исторических записок Дайвьета, Киньзыонг-выонг — отец Лак Лонг Куана.
Личное имя Киньзыонг-выонга — Лок Тук (Lộc Tục, 祿續). Тронное имя Киньзыонг-выонга явно происходит от названия местности Киньзыонг (Kinh Dương, 涇陽), находящейся на территории современного Китая (кит. трад. 涇陽, упр. 泾阳, пиньинь Jīngyáng, палл. Цзинъян, уезд в городском округе Сяньян, провинция Шэньси). Сам владыка Киньзыонга связан с легендой о дочери повелителя драконов из сборника «Танские новеллы».
Отцом Киньзыонг-выонга был персонаж китайской и вьетнамской мифологии император Де Минь (Đế Minh, 帝明), прадедом — бог земледелия и медицины Шэнь-нун, матерью — богиня Ву Тьен Ну (Vụ Tiên Nu, 婺僊女), дочь Донгдинь-куана (Động Đình Quân, 洞庭君), владыки озера Дунтинтху.
Вместе с героем Тхань Зёнгом (Thánh Gióng), феей Ау Ко, богами Шон Тинем и Тхюи Тинем (Sơn Tinh, Thủy Tinh) Кинь Зыонг-выонг является героем текстов, изучаемых во вьетнамских начальных школах.
Известное святилище, посвящённое Киньзыонг-выонгу, находится в деревне Анлы (An Lữ) в провинции Бакнинь.